# Pedro José Calderón
Pedro José Calderón  (Lima, 1832 - Lima, 1885) fue un abogado, diplomático, magistrado, periodista y político peruano. En el gobierno del general Juan Antonio Pezet fue ministro de Relaciones Exteriores (1864-1865) y presidente del Consejo de Ministros (1865). Durante la dictadura de Nicolás de Piérola fue secretario de Estado en el despacho de Relaciones Exteriores y Culto (1879-1881).

## Biografía
Estudió en el Seminario de Santo Toribio, donde fue condiscípulo de Nicolás de Piérola, con el que cultivó una gran amistad. Estudió luego en el Convictorio de San Carlos donde tuvo por maestro al ilustre sacerdote Bartolomé Herrera. Uno de sus compañeros carolinos fue Evaristo Gómez Sánchez y Benavides. En la Universidad Nacional Mayor de San Marcos se graduó de bachiller en 1855 y se recibió de abogado ante la Corte Superior en 1856. Luego se graduó de licenciado y doctor en Leyes y Cánones. Fue vicerrector del convictorio carolino en 1857. Se afilió al Colegio de Abogados de Lima.
Como exponente de la opinión conservadora y católica fue elegido diputado por Jauja ante el Congreso Constituyente de 1860, así como en el Congreso ordinario de 1860-1863.
Durante el gobierno del general Juan Antonio Pezet fue nombrado ministro de Relaciones Exteriores, el 14 de octubre de 1864, integrando el gabinete presidido por el general José Allende, que se denominó “Ministerio Allende-Calderón”. Por entonces la cancillería se hallaba agitada debido a la arrogante presencia de la Escuadra Española del Pacífico y sus exigencias desmedidas. A Calderón le correspondió reunir en Lima el Congreso Continental que convocara su antecesor Toribio Pacheco, así como estampar su firma en el controvertido Tratado Vivanco-Pareja, donde se transigía con los españoles, de una manera que la población peruana consideró indigna y vergonzosa. Ello originó la revolución restauradora encabezada por el coronel Mariano Ignacio Prado.
El 12 de julio de 1865 Calderón asumió la presidencia del Consejo de Ministros, que mantuvo hasta noviembre del mismo año, cuando triunfó la revolución restauradora. El nuevo gobierno desató una persecución contra los ministros de Pezet, que fueron sometidos a juicio en el fuero civil. Junto con Manuel Ignacio de Vivanco, José Jorge Loayza y Pedro José Carrillo, Calderón se refugió en la legación francesa, para luego zarpar hacia el extranjero (diciembre de 1865).
Pasó a Europa, donde permaneció hasta el fin del gobierno de Prado, cuando volvió a Lima, donde reasumió la cátedra de Fundamentos de la Religión en la Facultad de Letras de San Marcos. Fue fundador y director del diario católico La Sociedad (1870-1871).
Ya reconciliado con el poder político, fue acreditado por el presidente José Balta como  ministro plenipotenciario en  Berlín y Viena. Pasó también a Roma, pero fue relevado de su misión por el gobierno de Manuel Pardo. Regresó al Perú en 1874, y se dedicó a la docencia universitaria y al periodismo. Partidario y amigo de Nicolás de Piérola, desde Lima apoyó a este caudillo en sus intentonas revolucionarias, por lo que sufrió prisión.
Instaurada la dictadura de Piérola a fines de 1879, en plena Guerra del Pacífico, asumió una de las secretarías de Estado, en los ramos de Relaciones Exteriores y Culto. Lleno de energía y entusiasmo, gozó de la confianza de Piérola, pero no tuvo destacada actuación al frente de la Cancillería, en momentos tan graves para su nación. Se decía que era muy dado a la vida nocturna y a la juerga. Por entonces fue también nombrado vocal de la Corte Suprema.
En 1884 formó parte de la Asamblea Constituyente convocada por el presidente Miguel Iglesias luego de la firma del Tratado de Ancón que puso fin a la Guerra del Pacífico. Esta asamblea no solo ratificó dicho tratado sino también ratificó como presidente provisional a Miguel Iglesias, lo que condujo a la Guerra civil peruana de 1884-1885. Falleció en 1885.